# Джекельня
Джеке́льня — річка в Україні, в межах Мелітопольського району Запорізької області. Впадає до Молочного лиману (басейн Азовського моря).

## Опис
Довжина 30 км, площа водозбірного басейну 215 км². Долина завширшки до 1 км, завглибшки до 10 м. Заплава двостороння. Річище звивисте, у пониззі завширшки до 2 м. Частково зарегульована ставками. Незарегульовані ділянки влітку пересихають (особливо верхів'я річки). Використовується на зрошення. 

## Розташування
Джекельня бере початок на північний схід від села Надеждине. Тече переважно на південний захід, у пригирловій частині — на південь. Впадає до Молочного лиману (утворюючи невеличкий лиман-затоку) на захід від села Гірсівки.

## Населені пункти
Над річкою розташовані такі села (від витоків до гирла): Надеждине, Гірсівка.